# نیکولائه بنوچوکات
نیکولائه بنوچوکات (رومانیایی: Nicolae Bonciocat؛ ۱۳ آوریل ۱۸۹۸ – ۲۲ مارس ۱۹۶۷) بازیکن فوتبال اهل رومانی بود.
وی همچنین در تیم ملی فوتبال رومانی بازی کرده‌است.